# Black Dyke Band
De Black Dyke Band, vroeger de Black Dyke Mills Band, is een van de oudste en bekendste brass bands ter wereld. De band heeft door de jaren heen diverse prijzen en competities gewonnen. In 2009 vestigde de band een record door voor de 22ste keer The National Brass Band Championships of Great Britain te winnen.